# Rabbit Junk
I Rabbit Junk sono un gruppo musicale digital hardcore statunitense, formato nel 2004 a Seattle dall'ex-frontman dei The Shizit JP Anderson. La loro musica risente di influenze hip hop, black metal e new wave, con sonorità definite da JP come hardclash.

## Storia

### Inizi,Rabbit JunkeREframe
I Rabbit Junk si formano nel 2004 dopo lo scioglimento del primo gruppo di JP; i The Shizit. Con l'ingaggio della cantante addizionale Jeniffer "Sum Grrl" Bernett alla band, il duo pubblica Rabbit Junk nel 2004. L'anno successivo il gruppo firma un contratto con la Glitch Mode Recordings e pubblica il successivo REframe, che dà alla formazione maggiore successo.
In quest'album mostrano sonorità più dure e influenze da vari generi, tra i quali black metal, industrial metal e digital hardcore, particolarmente influenzati dai The Mad Capsule Markets. È stato realizzato un video per la canzone In Your Head No One Can Hear You Scream, prodotto dalla Kandycore Design Company. Il progetto si trasforma quindi in una band dal vivo, con l'aggiunta di chitarristi e percussionisti ai concerti.
Dopo la pubblicazione di REframe i Rabbit Junk sono apparsi con la canzone Industrial IS Dead nella compilation della Glitch Mode Hordes of the Elite. Successivamente hanno realizzato una cover degli Atari Teenage Riot, Start the Riot, pubblicata nell'album di tributo al gruppo tedesco della D-Trash Records, The Virus Has Been Spread.

### Dal 2007
Nell'ottobre 2007 i primi due album dei Rabbit Junk vengono rimasterizzati da Tom Baker, che ha lavorato con artisti come Marilyn Manson, Nine Inch Nails e The Bloodhound Gang, quando la band firma un contratto con la Full Effect Records. Viene quindi pubblicato il terzo album di studio, This Life Is Where You Get Fucked, il 28 aprile 2008. Il disco è un concept album, consta di tre suite, Ghetto Blasphemer, This Death Is Where You Get Life e The Struggle, ciascuna con i propri temi e le proprie influenze.
Nel settembre 2008 i Rabbit Junk pubblicano tre nuove tracce sul loro MySpace ufficiale, intitolate Power, Blood e Home. La seconda parte della suite Ghetto Blasphemer, basata sui lavori di Lovecraft, è stata pubblicata nel luglio 2009 nel loro sito ufficiale. Anderson ha annunciato nel MySpace che la seconda parte di This Death Is Where You Get Life è ancora in via di completamento e sarà presto pubblicata.

## Formazione
- JP Anderson
- Jeniffer "Sum Grrl" Bernett - voce addizionale

## Discografia

### Album studio
- 2004 - Rabbit Junk
- 2006 - REframe
- 2008 - This Life Is Where You Get Fucked

### EP
- 2005 - Hare Brained: The Remixes (non ufficiale)
- 2008 - Project Nonagon: The Struggle II
- 2009 - Drek Kick: Cyanotic vs Rabbit Junk
- 2009 - Project Nonagon: Ghetto Blasphemer II - From the Stars
- 2014 - Pop That Pretty Thirty